# Erythroxylum bangii
Erythroxylum bangii är en tvåhjärtbladig växtart som beskrevs av Henry Hurd Rusby. Erythroxylum bangii ingår i släktet Erythroxylum och familjen Erythroxylaceae. Inga underarter finns listade i Catalogue of Life.